# Síndrome del Argonauta

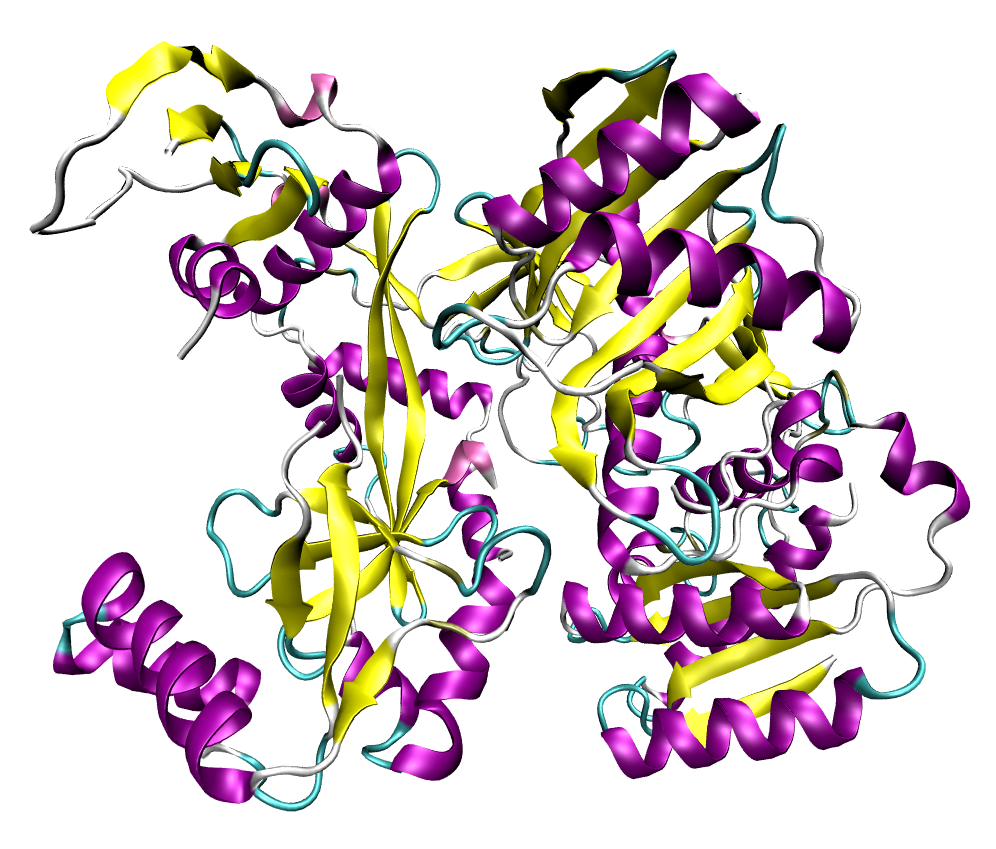
Una proteína argonauta procedente de Pyrococcus furiosus.

El síndrome o síndromes del Argonauta es una enfermedad rara del desarrollo neuromotor debida a mutaciones en los genes argonautas, principalmente en los genes AGO-1 y AGO-2. Se han identificado 85 pacientes en todo el mundo. El síndrome por los cambios en el gen AGO-2, también denominado síndrome de Lessel-Kreienkamp o de Leskres, es el más habitual y fue el primero en ser descrito, en 2020. Al año siguiente se describió el síndrome relacionado con AGO-1.

## Síndrome
Se caracteriza por un conjunto de síntomas intelectuales y físicos que incluyen: problemas para hablar y comprender el lenguaje, retraso en el desarrollo motor, convulsiones, epilepsia y deterioro cognitivo, además de otros menos frecuentes. Estos síntomas recuerdan mucho a los del autismo.

## Nombre
El nombre procede de una familia de genes y de proteínas que, al ser descubiertos, se llamaron argonautas debido a que una mutación de la proteína creada por el gen AGO-1 recordaba a sus descubridores a un pulpo marino de la especie Argonauta argo.

## Asociaciones de afectados
Se han creado organizaciones de apoyo a los niños y familias de afectados, una en Suiza y tres en España (ASAGO, de ámbito nacional, ASAGON, de Navarra y ASAGOC, de Cataluña). Estas asociaciones intentan promover además la investigación del síndrome y de sus tratamientos.